# Stadio Nicola De Simone
Het Stadio Primo Nebiolo is een multifunctioneel stadion in Syracuse, een stad op Sicilië in Italië. Voorheen stond dit stadion bekend als La Fossa dei Leoni. In 1979 werd het stadion vernoemd naar Nicola De Simone (1954–1979), een Italiaanse voetballer.
In het stadion ligt een natuurlijk grasveld. In het stadion is plaats voor 5.946 toeschouwers. Het stadion werd geopend in 1932. Het stadion wordt vooral gebruikt voor voetbalwedstrijden, de voetbalclub Siracusa Calcio maakt gebruik van dit stadion. 